# (2221) Chilton
(2221) Chilton ist ein Asteroid des mittleren Hauptgürtels, der am 25. August 1976 am Oak-Ridge-Observatorium des Harvard-Smithsonian Centers for Astrophysics in Harvard (Massachusetts) (IAU-Code 801) entdeckt wurde. Der Asteroid gehört zur Maria-Familie, einer Gruppe von Asteroiden, die nach (170) Maria benannt sind.

## Benennung
(2221) Chilton wurde nach Jean Chilton McCrosky, der Frau des US-amerikanischen Astronomen des Harvard-Smithsonian Centers for Astrophysics Richard Eugene McCrosky (nach dem der Asteroid (1880) McCrosky benannt worden war) benannt.